# ハイパーナイト
『ハイパーナイト』は、CBCラジオで2002年4月1日から2010年4月3日まで放送されていたラジオ番組。

## 概要
『タングショー』の後番組として開始。アイドルや吉本興業所属のお笑い芸人、音楽アーティスト、同局所属するアナウンサーが日替わりで登場している。
「乙葉っスル」や「藤本美貴のドキ♥みきNight」といった一部番組は、個別の販売番組として他の地方局（主にJRN系）にネットされていた。
2010年4月5日にスタートしたTBSラジオの新番組『ニュース探究ラジオ Dig』を同局では3時間フルネットするのに伴い、『ジャスト・リクエスト』以来、長きに渡って続いていた夜および深夜枠での自社制作番組は一旦終了という形になる（ミニ番組除く）。ただし、当番組内で放送されていた一部番組については、『サタデーティーンズナイト』枠に移動して引き続き放送する。

## 放送時間
- 月～木曜23:30-24:50、金曜23:30-24:30（2002年4月開始-2003年3月）
- 月～木曜23:30-24:50、金曜23:30-24:30、土曜24:00-24:30（2003年4月-2004年3月）
- 月～木曜23:30-24:50、金曜23:30-24:30、土曜22:00-23:00（2004年4月-2004年9月）
- 月～木曜23:30-24:50、金・土曜23:30-24:30（2004年10月-2005年9月）
- 月～木曜23:30-24:50、金曜23:30-24:30（2005年10月-2007年3月）
- 月～金曜23:30-24:50（2007年4月-2008年3月）[1]
- 月～金曜23:30-25:00（2008年4月-2009年3月）[2]
- 月～土曜23:30-24:00（2009年4月-2009年6月）[3]
- 月～金曜23:30-24:00、土曜23:30-24:30（2009年7月-2010年4月3日終了）

### 変遷
| 放送期間 | 放送期間 | 放送時間 (JST)        | 放送時間 (JST)        | 放送時間 (JST)        |
| 放送期間 | 放送期間 | 月曜 - 木曜           | 金曜                  | 土曜                  |
| -------- | -------- | --------------------- | --------------------- | --------------------- |
| 2002.04  | 2003.03  | 23:30 - 24:50（80分） | 23:30 - 24:30（60分） | （放送なし）          |
| 2003.04  | 2004.03  | 23:30 - 24:50（80分） | 23:30 - 24:30（60分） | 24:00 - 24:30（30分） |
| 2004.04  | 2004.09  | 23:30 - 24:50（80分） | 23:30 - 24:30（60分） | 22:00 - 23:00（60分） |
| 2004.10  | 2005.09  | 23:30 - 24:50（80分） | 23:30 - 24:30（60分） | 23:30 - 24:30（60分） |
| 2005.10  | 2007.03  | 23:30 - 24:50（80分） | 23:30 - 24:30（60分） | （放送なし）          |
| 2007.04  | 2008.03  | 23:30 - 24:50（80分） | 23:30 - 24:50（80分） | （放送なし）          |
| 2008.04  | 2009.03  | 23:30 - 25:00（90分） | 23:30 - 25:00（90分） | （放送なし）          |
| 2009.04  | 2009.06  | 23:30 - 24:00（30分） | 23:30 - 24:00（30分） | 23:30 - 24:00（30分） |
| 2009.07  | 2010.03  | 23:30 - 24:00（30分） | 23:30 - 24:00（30分） | 23:30 - 24:30（60分） |

## 番組一覧
番組スタート順に掲載。カッコ内はパーソナリティ。
- 安西ひろこのマンパジャ（安西ひろこ）
- ブラック・チューズデイ（ブラックマヨネーズ）
- ダイノジのキスころ（ダイノジ）
- ☆ メロン記念日の「めろんぱ」（メロン記念日）[4]
- あやあやっ!?（平山あや、藤本綾）
- ワカサギ（若狭敬一）
- ☆ 乙葉っスル（乙葉）[5]
- ハロハロマンデー（MEGUMI、すほうれいこ）
- 魁!ベース道場（baseよしもと）
- 月極芸人道場（月替わり芸人）
- ブロードナイト・ニッポン（ブロードキャスト）[6]
- 「メンたま」〜Men's魂〜（山崎裕太、載寧龍二、中尾明慶）
- ☆ 藤本美貴のドキ♥みきNight（藤本美貴）[7]
- 美勇伝☆石川梨華のちゃんちゃか☆チャーミー!（石川梨華）
- ペナルティのゴックンでございます（ペナルティ、和希沙也→くまきりあさ美）
- ドミホ（吉岡美穂）
- イエヤスラジオ〜爆笑芸人セレクション〜（案内人・元祖爆笑王、週替わり芸人）[8]
- らじまろ（うたまろ、中橋かおり）
- ★ モーニング娘。道重さゆみの今夜も♥うさちゃんピース（モーニング娘。・道重さゆみ）
- 植村花菜のカナナビ（植村花菜）
- redballoonのいっちょ!がんばルーン（redballoon）
- Yum!Yum!ORANGE DROP IN THE RADIO（Yum!Yum!ORANGE）
- 音楽ガッタスのGuts10☆ガッタス!!（音楽ガッタス）
- Perfumeのパンパカパーティー（Perfume）[9]
- ROCK'N THURSDAY（Kra.→アリス九號.→Kagrra,）[10]
- ★ FUNKY MONKEY BABYSの猿山学園中等部（FUNKY MONKEY BABYS・ファンキー加藤）
- We Love♥Hotch Potchi（HotchPotchi）[11]
- ★ ポッシきゃな?（THE ポッシボー・岡田ロビン翔子、キャナァーリ倶楽部丹羽未来帆→大浦育子）
- ☆ いぃざ!SHOWTA.いむ（SHOWTA.）[12][13]
- ハイパーナイトメア（ナイトメア）[14]
- ★ ハマグリ王 （小泉エリ→2700→イシバシハザマ）[15]
- ★ ナガオカ （永岡歩）
- ★ たむらじゃナイト（たむらぱん）
- 今夜もワクワクさせナイト（彩冷える）

タイトル前に☆印がつく番組は全国ネットで放送された番組。
タイトル前に★印がつく番組は後継番組『サタデーティーンズナイト』枠で引き続き放送する番組。

## 番組タイトル
番組によっては、頭にパーソナリティ名が付くものと付かない存在している。
「ハロハロマンデー」、「ワカサギ」（いずれも終了）といった番組は公式サイトの番組表や新聞ラジオ欄ではこのとおり表記されるが、タイトルコールや番組ジングルは「MEGUMIとれいこのハロハロマンデー」、「若狭敬一のワカサギ」と言っている。
「ダイノジのキスころ」では、公式サイトの番組表や新聞ラジオ欄ではこのとおり表記されるが、タイトルコールや番組ジングルについては「ダイノジのキスでころしてくれないか」と言っている。
「ポッシきゃな?」では、CBCラジオプレスの番組表、新聞ラジオ欄ではこのとおり表記されるが、タイトルコールと番組ジングルに加えて、番組ロゴとCBC公式ホームページ内の番組表には、「ポッシきゃな?」の前に「THEポッシボーロビンとキャナァーリ倶楽部いくっちの～」が付けられている。

## 番組変遷
番組タイトルは一部省略。パーソナリティ名が付くものと付かないものは区別していない。
2002年4月 前身番組『タングショー』から『ハイパーナイト』へ。
月曜: 安西ひろこの「マンパジャ」
火曜: ブラックマヨネーズの「ブラックチューズデイ」
水曜: ダイノジの「キスころ(タイトルコールや一部番組ジングルは「キスで殺してくれないか」と言っている)」
木曜1部: メロン記念日の「めろんぱ」（メロン記念日の「めろんぱ」（カギカッコ含む）が正式タイトル）
木曜2部: 平山綾（現 平山あや）・藤本綾の「あやあやっ!?」
金曜: 若狭敬一の「ワカサギ」開始。
2002年6月改編　
月曜: 「マンパジャ」安西ひろこの体調不良により打ち切り、同曜日が2部制に。
→ 1部: 乙葉の「乙葉っスル」開始。
→ 2部: MEGUMI・すほうれいこの「ハロハロマンデー」開始（「ワカサギ」に続き2番目の長さ）。
2003年春改編　
火曜:「ブラックチューズデイ」終了。→ 木曜だった「めろんぱ」「あやあやっ!?」が枠移動。
木曜:「めろんぱ」「あやあやっ!?」が揃って火曜に枠移動→ ◇ブロードキャストの「ブロードナイト・ニッポン」開始、2部制廃止。
土曜: 新たに24:00~24:30に土曜枠を新設、吉本興業のBaseよしもとのメンバーが月替わりで登場する「魁!ベース道場」を開始。
2003年秋改編
火曜2部:「あやあやっ!?」終了。→ 山崎裕太、載寧龍二、中尾明慶の「Men's魂〜メンたま〜」開始。
土曜: 「魁!ベース道場」終了→吉本興業所属以外のお笑い芸人が月替わりで登場する「月極芸人道場」が開始。
2004年春改編
月曜1部:「乙葉っスル」が木曜1部へ移動。→ ハイパーナイト枠外の日曜深夜から「ドキ♥みきNight」が移動。
火曜:「めろんぱ」終了、「メンたま」が土曜日に移動。→ 「キスころ」が水曜から枠移動し、2部制廃止。
水曜:「キスころ」が火曜に枠移動→ 「ワカサギ」が金曜から枠移動（録音放送から生放送に）。
木曜:「ブロードナイト・ニッポン」が金曜へ枠移動。
→ 1部:月曜2部だった「乙葉っスル」が枠移動。
→ 2部: 「モーニング娘。石川梨華のちゃんちゃか☆チャーミー!」開始。
金曜:「ワカサギ」が水曜日に枠移動。→ 木曜だった「ブロードナイトニッポン」が枠移動。
土曜: 24:00台の枠が廃止（「月極芸人道場」が終了）、新たに22:00-23:00の枠に組み込まれ、火曜2部だった「メンたま」が枠移動。
2004年秋改編　
火曜:「キスころ」終了。→ ペナルティ・和希沙也の「ペナルティのゴックンでございます」開始。
土曜:「メンたま」終了。放送時間が金曜と同じ時間となり2部制を採用。
→ 1部: 吉岡美穂の「ドミホ」開始。
→ 2部: お笑い芸人が週替わりで登場する「イエヤスラジオ～爆笑芸人セレクション」開始。　
2005年5月
木曜2部:「モーニング娘。石川梨華のちゃんちゃか☆チャーミー!」が石川のモーニング娘。卒業に伴い「美勇伝☆石川梨華のちゃんちゃか☆チャーミー!」にタイトル変更。
2005年秋改編　
土曜: 土曜日枠廃止と共に第1部「ドミホ」終了、第2部「イエヤスラジオ」はハイパーナイト枠外に移行後も同じ時間帯で放送。
2006年春改編
金曜:「ブロードナイトニッポン」がハイパーナイト枠外の土曜深夜に移動、タイトルも「ブロードナイトニッポンS」として放送→ うたまろの「らじまろ」開始。
2006年秋改編
木曜1部:「乙葉っスル」終了。→ ●「モーニング娘。道重さゆみの今夜も♥うさちゃんピース」開始。
木曜2部:「ちゃんちゃか☆チャーミー!」終了。→ 「植村花菜のカナナビ」開始。
2007年春改編
木曜2部:「植村花菜のカナナビ」終了。→ ◇redballoonの「いっちょ!ガンバるーん」開始。
金曜:「らじまろ」終了。→ ◇Yum!Yum!ORANGEの「DROP IN THE RADIO」開始。
「TEENS'MUSIC WAVE」終了に伴い、金曜日も24:50までの放送となった。
2007年6月
月曜1部:「モーニング娘。藤本美貴のドキ♥みきNight」が藤本のモーニング娘。脱退に伴い「藤本美貴のドキ♥みきNight」にタイトル変更。
2007年秋改編
月曜1部:「藤本美貴のドキ♥みきNight」終了。→ 「音楽ガッタスのGuts10☆ガッタス!!」開始。
月曜2部:「ハロハロマンデー」終了。→ 「Perfumeのパンパカパーティー」開始。
木曜2部:「redballoonのいっちょ!ガンバるーん」終了。→ ヴィジュアル系バンドが月替わりで登場する「Rock'n Thursday」開始。
2008年1月改編
木曜2部:「Rock'n Thursday」終了。→「FUNKY MONKEY BABYSの猿山学園中等部」開始。
2008年春改編
全曜日共通：直後の番組「KinKi Kids どんなもんヤ!」のネット終了に伴い、全曜日25:00までの放送に変更。金曜を除く月～木曜が2部制に。
月曜1部:「音楽ガッタスのGuts10☆ガッタス!!」が同じ曜日の2部に枠移動。→ ハイパーナイト枠外の土曜日から「We Love Hotch Potchi」が枠移動。
月曜2部:「Perfumeのパンパカパーティー」がハイパーナイト枠外の土曜23:30へ移動。
火曜：「ペナルティのゴックンでございます」が水曜2部に移動。→ 1部:「ポッシきゃな?」（THE ポッシボー・岡田ロビン翔子、キャナァーリ倶楽部・丹羽未来帆）
水曜:「ワカサギ」が金曜日に移動。→ 1部:ハイパーナイト枠外の土曜日から「いぃざ!SHOWTA.いむ」が移動。
木曜1部:「モーニング娘。道重さゆみの今夜も♥うさちゃんピース」が火曜2部に移動。
金曜:「Yum!Yum!ORANGE DROP IN THE RADIO」が木曜1部に移動。
2009年春改編
全曜日共通：第2部にあたる24:00台の枠がなくなり2部制廃止、時間も第1部にあたる23:30～24:00のみの放送となる。またこの改編で土曜日枠が3年半ぶりに復活。
月曜：旧月曜1部だった「We Love Hotch Potchi」と旧月曜2部だった「音楽ガッタスのGuts10☆ガッタス!!」が揃って終了。→ ハイパーナイト枠外の土曜日から「ハイパーナイトメア」が枠移動。
水曜:旧水曜1部だった「いぃざ!SHOWTA.いむ」と旧水曜2部だった「ペナルティのゴックンでございます」が揃って終了→旧火曜2部だった「モーニング娘。道重さゆみの今夜も♥うさちゃんピース」が枠移動、再び30分枠に。
木曜:旧木曜1部だった「Yum!Yum!ORANGE DROP IN THE RADIO」終了。→旧木曜2部だった「FUNKY MONKEY BABYSの猿山学園中等部」枠移動、30分枠に縮小。
金曜:「ワカサギ」が終了→「ハマグリ王」を開始。
土曜:ハイパーナイト枠外の「AKB48 今夜は帰らない…」が月曜20時に枠移動し、永岡歩アナウンサーの音楽番組「ナガオカ」を開始。
※なお、廃止された24:00台（旧第2部）の後継番組は、深夜3時台に放送していた「JUNK ZERO」が枠移動し、TBSラジオと同時放送される。
2009年夏改編
土曜:枠外の24:00～24:30まで放送していた「夜久まさみの2次元ラジオ～LEVEL1～」は終了し、「ナガオカ」の23:30～24:30の1時間番組に拡大。
2010年1月改編
月曜:「ハイパーナイトメア」終了→「たむらじゃナイト」開始。
土曜:4年3ヶ月ぶりに2部制が復活。
土曜1部:「今夜もワクワクさせナイト」開始。
土曜2部:「ナガオカ」30分枠に縮小。
2010年春改編
TBSラジオの新番組『ニュース探究ラジオ Dig』フルネットに伴い『ハイパーナイト』終了。
同時に終了する「今夜もワクワクさせナイト」を除く番組は後継番組『サタデーティーンズナイト』内に枠移動。